# Tysklands familjeparti
Tysklands familjeparti (ty: Familienpartei Deutschlands) är ett socialkonservativt tyskt parti, bildat 1981. Partiet tillhör Europeiska kristliga politiska rörelsen och Gruppen Europeiska konservativa och reformister.

## Politik
Familjepartiet ser sig själv som ett friheligt och demokratiskt parti i den politiska mitten.
På grund av den centrala betoningen av familjens roll för staten och samhället, kritiken mot statens utbildningsprestationer och dess allianspolitik med den konservativt-ekologiska ÖDP och det tidigare medlemskapet i Europaparlamentets grupp ECR, vars övriga medlemspartier bedöms som konservativa till högerpopulistiska anses Familjepartiet vara konservativt. Denna klassificering stöds också av medlemskap i European Christian Movement.  Däremot saknas traditionella termer av konservatism, den traditionella bilden av familjen, intrafamiliell subsidiaritet och hänvisningar till religion och kyrka i partiprogrammet. I april 2021 avgick partiets enda ledamot i Europaparlamentet, Helmut Geuking, ur ECR på grund av gruppens bristande gränsdragning från AfD och blev medlem i EPP.

## Historik
Tysklands familjeparti grundades i Bayern 1981 under namnet Deutsche Familien-Partei e. V. (FP).  Det växte fram ur Verien Mutter als Beruf som försökte skapa bättre ekonomiska förutsättningar för mödar i slutet av 1970-talet. 1989 återupplivades partiet av barnläkaren Franz-Josef Breyer från S:t Ingbert/Saarland, som också var förbundsordförande för partiet 1989–2006.  Det korta namnet ändrades senare till Familie. Sedan mitten av 1990-talet har partiets namn varit Familien-Partei Deutschlands – Familie och ändrades till Familien-Partei Deutschlands 2006.  I slutet av 2006 tillträdde Arne Gericke posten som förbundsordförande.
I Europaparlamentsvalet i Tyskland 2014 fick partiet 202 871 röster (0,69 %) och en EU-parlamentariker, Arne Gericke. Gericke senare med i Freie Wähler i juni 2017. I valet till Europaparlamentet 2019 ökade Familjepartiet sin röstandel något och valde kandidat Helmut Geuking till ledamot i parlamentet.
Vid partikonferensen den 1 april 2023 valdes förbundsordföranden och parlamentsledamoten Helmut Geuking till toppkandidat för Europaparlementsvalet 2024. Den 4 februari 2024 avgick Geuking från sitt mandat i EU-parlamentet för att koncentrera sig på valkampanjen. Eftersom han fortsatte att få sin lön som en övergångsersättning, kritiserades det som "dold kampanjfinansiering" och "dubbel inkassering på skattebetalarnas bekostnad". Hans son Niels Geuking tog hans plats.  I valet fick partiet 243 975 röster (0,6 %).  Toppkandidaten Helmut Geuking gav dock upp sitt mandat av hälsoskäl, så Niels Geuking ersatte honom igen.

## Valresultat

### Förbundsdagen
| År   | Antal röster i valkretsar | Antal partiliströster | Procent | Mandat  | +/– |  |
| ---- | ------------------------- | --------------------- | ------- | ------- | --- |  |
| 1987 | 130                       | -                     | 0.0     | 0 / 631 |     |  |
| 1998 | 8,134                     | 24,825                | 0.1     | 0 / 631 |     |  |
| 2002 | 15,138                    | 30,045                | 0.1     | 0 / 631 |     |  |
| 2005 | 76,064                    | 191,842               | 0,4     | 0 / 631 |     |  |
| 2009 | 17,848                    | 120,718               | 0.3     | 0 / 631 |     |  |
| 2013 | 4,478                     | 7,449                 | 0.0     | 0 / 631 |     |  |
| 2017 | 506                       | -                     | -       | 0 / 631 |     |  |
| 2021 | 1,817                     | -                     | -       | 0 / 631 |     |  |

### Europaparlamentet
| År   | Totala röster | Procent | +/-   | Mandat | +/– |
| ---- | ------------- | ------- | ----- | ------ | --- |
| 1994 | 2781          | 0.0     | ny    | 0 / 99 | ny  |
| 1999 | 4117          | 0.0     | ▬<0.1 | 0 / 99 | ▬   |
| 2004 | 268,468       | 1.0     | ▲1.0  | 0 / 99 | ▬   |
| 2009 | 252,121       | 1.0     | ▬<0.1 | 0 / 99 | ▬   |
| 2014 | 202,803       | 0.7     | ▼0.3  | 1 / 96 | ▲ 1 |
| 2019 | 273,828       | 0.7     | ▬<0.1 | 1 / 96 | ▬   |
| 2024 | 243,975       | 0.6     | ▼<0.1 | 1 / 96 | ▬   |